# Siergiej Cykunkow
Siergiej Nikołajewicz Cykunkow, ros. Сергей Николаевич Цикунков (ur. 10 grudnia 1972 w Aczyńsku) – rosyjski mistrz w kulturystyce amatorskiej.

## Życiorys

### Wczesne życie i kariera sportowa
Urodził się w Aczyńsku, w Kraju Krasnojarskim. Pochodzi z syberyjskiej rodziny robotniczej − ojciec pracował w transporcie kolejowym, matka zajmowała się domem. Od dziecka był bardzo aktywny fizycznie, więc zainteresowanie odnalazł w sporcie. Uprawiał lekkoatletykę, koszykówkę, narciarstwo i boks. W tej ostatniej dyscyplinie osiągnął największe sukcesy. W 1987 roku został mistrzem juniorów Rosyjskiej FSRR, a potem zdobył brązowy medal juniorskich mistrzostw ZSRR. Starty zakończył w wieku 20 lat i został trenerem. W latach 1994–1997 pracował jako szkoleniowiec reprezentacji Kraju Krasnojarskiego w boksie amatorskim. Karierę trenerską porzucił na rzecz nowej pasji − kulturystyki.

### Kulturystyka
By rozpocząć karierę kulturysty, w 1998 roku przeprowadził się na stałe do miasta obwodowego Czelabińska, gdzie podjął treningi u dwukrotnego mistrza Europy, Aleksandra Wiszniewskiego.
Jesienią 1999, po zaledwie roku przygotowań, wywołał sensację w świecie kulturystyki, wygrywając w swoim debiucie na mistrzostwach Rosji w kulturystyce. Zwyciężył w kategoriach ciężkiej i open, pokonawszy konkurentów − doświadczonych i uznanych kulturystów. Lokalna prasa przyznała debiutantowi tytuł "Mężczyzny roku" w kategorii sportu. W wadze ciężkiej występował następnie aż do końca swej kariery.  Mistrzem Rosji w kulturystyce został także w 2000; tego samego roku wywalczył mistrzostwo Europy. Związał się z federacją International Federation of BodyBuilders (IFBB).
W 2002 uplasował się na szczycie podium podczas '02 IFBB World Amateur Championships i został amatorskim mistrzem świata kulturystyki w wadze ciężkiej. W trakcie tych zawodów uzyskał również medal zwycięzcy kategorii wagowej "open", a przez jury sędziowskie uznany został za bezkonkurencyjnego. Szczególne wrażenie na sędziach wywołały masywne bicepsy (obwód 55 cm) oraz tors (150 cm) Cykunkowa. Tego samego roku po raz trzeci przyznano mu mistrzostwo w kulturystyce amatorów Rosji.
Nazywany "rosyjskim Schwarzeneggerem", jest postacią kultową wśród miłośników kulturystyki z Rosji.

### Życie prywatne
Miłośnik samochodów terenowych, zwłaszcza jeepów, a także pasjonat literatury klasycznej, muzyki i kina. Posiada własną firmę.
Jest zdeklarowanym liberałem. W ramach wyznawanej doktryny, otwarcie wyraża przyjaźń wobec jednostek LGBT, jako jedyny sportowiec rosyjski. W jednym z udzielonych wywiadów zaapelował: "Nie interesujmy się tym, kto z kim sypia i co robi. W przeciwnym razie będziemy musieli zrezygnować z muzyki Czajkowskiego, pięknych ubrań i architektury − jak i wszystkiego, co wyszło z rąk 'innych' ludzi".

## Warunki fizyczne
Wymiary i waga kulturysty w okresie działalności sportowej:
- wzrost: 187 cm
- waga w sezonie: 125 kg
- waga poza sezonem: 140 kg
- obwód klatki piersiowej: 150 cm
- obwód bicepsa: 55 cm
- obwód karku: 50 cm
- talia: 83 cm
- biodra: 80 cm

## Osiągnięcia kulturystyczne (wybór)
- 1999:
  - Mistrzostwa Świata Amatorów − federacja IFBB, kategoria wagowa do 86,2 kg − IX m-ce
  - Mistrzostwa Rosji Amatorów − fed. IFBB, kat. ciężka − I m-ce
- 2000:
  - Mistrzostwa Rosji Amatorów − fed. IFBB, kat. ciężka − I m-ce
  - Mistrzostwa Europy Amatorów − fed. IFBB, kat. ciężka − I m-ce
- 2002:
  - Mistrzostwa Rosji Amatorów − fed. IFBB, kat. ciężka − I m-ce
  - Mistrzostwa Świata Amatorów − fed. IFBB, kat. ciężka − I m-ce
  - Mistrzostwa Świata Amatorów − fed. IFBB, kat. "open" − I m-ce
- 2004:
  - Grand Prix Rosji − III m-ce